# Rode Neuzen Dag
Rode Neuzen Dag is een terugkerende actie van de Vlaamse commerciële televisiezender VTM, radiozender Qmusic en bank Belfius. Voorafgaand aan een deels komische televisieshow, wordt door middel van een reeks aan (particuliere) initiatieven geld ingezameld voor een bepaald goed doel. Het concept is overgenomen van de Britse Red Nose Day, een actie van de televisiezender BBC One in 1988, waarvan het verkopen en vervolgens dragen van rode clownsneuzen een opvallend onderdeel is. 

## Editie 2015
De eerste editie was bedoeld om aandacht te vragen voor jongeren met psychische problemen. De geldinzamelacties liepen in het najaar van 2015 en werden mede ondersteund door de VTM-programma's Jonas & Van Geel en Total Loss in het Bos, terwijl op Qmusic wekelijks een radio-uitzending werd gebracht waarin Sam De Bruyn en Heidi Van Tielen de particuliere initiatieven aandacht gaven. 
Voorafgaand aan de Rode Neuzen Dag-liveshow van 5 december 2015, maakten Sam De Bruyn, Heidi Van Tielen, Maarten Vancoillie en Dorothee Dauwe een 40 uur lange marathonuitzending op Qmusic en maakte hun collega-radiopresentator Sven Ornelis een 188 kilometer lange gesponsorde wandeltocht naar de studio vanuit de Duitse gemeente Neuss. Ook andere bekende Vlamingen zetten zich in met allerlei acties. De televisieshow zelf werd gepresenteerd door Koen Wauters en Jonas Van Geel en bevatte (komische) optredens van onder meer Philippe Geubels, Nathalie Meskens, Tom Lenaerts, Bart De Pauw, Kim Clijsters, Bart Peeters, K3, Adriaan Van den Hoof, Stan Van Samang, Evi Hanssen, Joy Anna Thielemans, Willy Naessens, Will Tura, Herbert Flack, Hubert Damen, Bart Cannaerts en de figuren uit Safety First en Tegen de Sterren op. 
Er werd een bedrag van 3.858.814 euro ingezameld, dat terechtkwam in een steunfonds beheerd door een commissie onder leiding van kinder- en jeugdpsychiater Peter Adriaenssens. Het hele bedrag werd verdeeld onder diverse hulporganisaties die er specifieke projecten mee opzetten om jongeren met psychische problemen te ondersteunen.

## Editie 2016
De tweede editie vond plaats op 3 december 2016, met als thematiek opnieuw jongeren met psychische problemen. Er werd in de voorafgaande weken aandacht aan de inzamelactie besteed via televisieprogramma's zoals Jonas & Van Geel en Rijker dan je denkt? en een reeks thema-uitzendingen van VTM Nieuws, en radiozender Qmusic maakte negen dagen lang radio voor een live-publiek vanuit een tijdelijke studio op het Sint-Pietersplein in Gent, waar doorlopend gasten werden ontvangen en optredens werden georganiseerd. 
Tijdens de afsluitende televisieshow, wederom gepresenteerd door Koen Wauters en Jonas Van Geel, werd bekend dat er deze keer 4.103.677 euro werd ingezameld. Dat bedrag kwam terecht bij de Koning Boudewijnstichting, die het onder meer zal gebruiken om binnen Vlaanderen vijf tehuizen op te richten waar jongeren met psychische problemen terecht kunnen voor laagdrempelige bijstand. 

## Editie 2018
De derde editie vond plaats op 30 november 2018, met als thematiek het mentaal welzijn van jongeren op scholen. Rode Neuzen Dag bracht 4.269.073 euro op.

## Editie 2019
De vierde editie vond plaats op 29 november 2019, met als thema jongeren weerbaarder te maken. Rode Neuzen Dag 2019 bracht 4.315.197 euro op. 

## Editie 2020
De vijfde editie vond plaats op 4 december 2020, met als thema mentale gezondheid bij jongeren. Dit jaar werd er geen geld opgebracht maar werd er een hele dag liedjes gedraaid op Q-music. 
Voorafgaand werd op 13 november 2020 een speciale aflevering van Liefde Voor Muziek uitgezonden in het teken van Rode Neuzen Dag: Liefde Voor Muziek: De Reünie. In deze aflevering kregen zeven jongeren elk een privéconcert van een van de artiesten uit Liefde Voor Muziek 2020. De zeven jongeren deelden in deze aflevering hun verhaal en gevecht met mentale gezondheid. Tijdens deze uitzending werd Share Your Song gelanceerd. 

## Editie 2021
Op 27 november werd er een speciale aflevering gemaakt van Liefde Voor Muziek die in het teken van Rode Neuzen Dag stond. In deze aflevering kregen zeven jongeren elk een privéconcert van een van de artiesten uit Liefde Voor Muziek 2020, zonder André Hazes Jr..